# Karangpule (Padamara)
Karangpule is een bestuurslaag in het regentschap Purbalingga van de provincie Midden-Java, Indonesië. Karangpule telt 1196 inwoners (volkstelling 2010).